# 전일본공수 60편 추락 사고
전일본공수 60편 추락 사고는 1966년 2월 4일 일본 홋카이도 지토세 공항에서 도쿄 하네다 국제공항으로 향하던 전일본공수 60편이 도쿄만에 추락한 사고로 기종은 보잉 727-181, 등록 번호는 JA8032였다.

## 사건 발생
ANA 60편에는 승객 126명, 승무원 7명 등 모두 133명이 탑승해 있었는데 홋카이도 지토세 공항에서 이륙하여 도쿄 하네다 국제공항에 착륙하던 도중 알 수 없는 모종의 이유로 하네다 공항 근처 도쿄만에 추락했다.
인근에 하네다 공항에 착륙하고 있던 다른 비행기의 파일럿과 인근 마을 주민들이 오후 7시경 ANA 항공 60편이 불타오르는 것을 목격했으며 당시 이 여객기에 타고 있던 탑승객 133명 전원이 사망하면서 당시로서는 일본 역사상 최악의 항공 사고로 기록되었다.
이후 인근 마을의 어부들과 일본 해상보안청이 사고 해역으로 이동하여 조사를 진행한 끝에 탑승객 133명의 시신은 모두 찾아냈지만 당시 60편에는 블랙박스가 설치되어 있지 않았던데다가 증거도 미약했기 때문에 결국 이 사고는 원인을 밝혀내지 못한 채 미제사건으로 남게 되었다.
이 사고를 계기로 일본 영공을 운행하는 모든 항공기에 대해 블랙박스와 비행 기록 장치 설치는 물론 비행 계획에 따른 계기 비행도 모두 의무화되도록 조치되었다.

## 희생자
사고를 당한 ANA 60편은 그 당시 만석에 가까웠으며 탑승객들 중 상당수가 삿포로 눈축제를 보러 갔다가 도쿄로 돌아오는 사람들이었다.
그리고 희생자 중에는 일본의 신발 회사인 스탠다드사의 직원과 약 200:1의 확률을 뚫어낸 경품 당첨자, 유명 출판 회사 관계자 등도 포함되어 있었기 때문에 일본 언론에 대대적으로 보도되었다.